# آزادراه ۱ (ایران)
آزادراه ۱ یا آزادراه قزوین-رشت آزادراهی است که شمال ایران واقع شده‌است و شهرهای قزوین و رشت را به همدیگر متصل می‌نماید. این آزادراه بخشی از بزرگراه شمال ایران است که در نزدیکی کنار گذر شمالی قزوین پایان می‌یابد. این آزادراه همچنین بخشی از کریدور شمال-جنوب ایران است.

## مسیر
| ادامه دارد بصورت: · جاده ۴۹ · شمال بطرف رشت |                                                                     |
|                                             | امامزاده هاشم · جاده ۴۹ · جنوب بطرف رستم‌آباد-قزوین                  |
| ایستگاه عوارضی امامزاده هاشم                |                                                                     |
|                                             | رستم‌آباد توتکابن                                                    |
|                                             | جاده ۴۹ · رودبار                                                    |
|                                             | منجیل · جاده ۴۹ · شمال بطرف رستم‌آباد-رشت · جنوب بطرف لوشان-قزوین    |
|                                             | لوشان · جاده ۴۹                                                     |
| استان گیلان استان قزوین                     |                                                                     |
|                                             | جاده ۴۹ · شمال بطرف لوشان-رشت · جنوب بطرف قزوین                     |
| ایستگاه عوارضی قزوین                        |                                                                     |
|                                             | آزادراه قزوین-زنجان شرق بطرف کرج-تهران غرب بطرف تاکستان-زنجان-تبریز |
| از جنوب به شمال                             |                                                                     |

## افتتاح و توضیحات
این آزادراه در بعدازظهر ۲۴ اسفند ۸۸ با حضور محمود احمدی‌نژاد رئیس‌جمهور حدفاصل قزوین تا منجیل رسماً افتتاح شد. آزادراه رشت-قزوین اولین آزادراهی است که از کوه‌های البرز می‌گذرد و باهدف تقویت محور تهران-قزوین-رشت-انزلی-آستارا که جزئی از مسیر کریدور شمال-جنوب بوده و یکی از مهم‌ترین محورهای ارتباطی کشور محسوب می‌شود، احداث شده‌است.
به دنبال سفر سید علی خامنه‌ای در سال ۱۳۸۰ به استان گیلان و به دستور وی عملیات اجرایی این پروژه آغاز شده بود.

### برنامه تکمیل آزادراه
کلنگ عملیات اجرایی ۱۱ کیلومتر آزاد باقیمانده راه رشت - قزوین( منجیل-رودبار) با اعتبار ۳۱۰ میلیارد تومان طی مراسمی دو سال پس از افتتاح رسمی آزادراه با حضور رئیس‌جمهور در ۱۵ اسفند ۱۳۹۰ به زمین زده شد. این ۱۱ کیلومتر از روی رودخانه سفیدرود عبور می‌کند که ۱۰ تونل به طول ۱۲ کیلومتر به صورت رفت و برگشت، دو پل رودخانه‌ای از سفیدرود به طول یک و نیم کیلومتر، شش پل دره‌ای ۱۰۰ متری، پل‌های معمولی با دهانه‌های ۲۰ متری و با ۳۱۰ میلیارد تومان اعتبار اولیه در مدت ۳۶ ماه ساخته می‌شود. در شهریور ۱۳۹۴ استاندار گیلان با اعلام ۱۴ کیلومتری بودن این قسمت مجدد وعده تکمیل آزادراه با یک‌هزار و ۲۰۰ میلیارد تومان اعتبار را اعلام کرد.

### افتتاح بخش منجیل-رودبار
باند رفت آزادراه منجیل-رودبار که بخشی از آزادراه قزوین-رشت محسوب می‌شود در ۲۱ اسفند ۱۴۰۲ به بهره‌برداری رسیده‌ است، این آزادراه که ۸٫۲ کیلومتر طول دارد با هزینه ۲۴۰ میلیارد تومانی افتتاح شده و مشکل ترافیک ورودی شهر رودبار را برطرف کرده‌است.

## امکانات راه
این آزادراه ۱۹ تونل به طول ۵/۵ کیلومتر، ۳۰ پل بزرگ و ۴۴۰ پل کوچک دارد و طول آن ۱۳۸ کیلومتر است.
ورود کامیونت، کامیون و تریلر به این محور ممنوع است و این خودروها از جاده ۴۹ (جاده ترانزیت) تردد می‌کنند و صرفاً تردد خودروهای سواری، وانت، مینی‌بوس و اتوبوس در این آزادراه امکان‌پذیر است که از این جهت امنیت تردد خودروها افزایش پیدا می‌کنند.

## هزینه ساخت و صرفه جویی زمان
افتتاح این آزادراه که ۴۰۰ میلیارد تومان هزینه در بر داشته حدود ۴۵ دقیقه در زمان مسافران صرفه‌جویی می‌شود.

## بخش‌ها
- به سمت رشت : بلوار فاتحان نبل و الزهرا (حد فاصل آرامستان باغ رضوان رشت تا میدان گیل)
- به سمت رشت: بلوار خلیج فارس (حد فاصل آرامستان باغ رضوان رشت تا عوارضی رشت) (محدوده شهری رشت)
- به سمت تهران: آزادراه رشت قزوین (حد فاصل امام‌زاده هاشم تا عوارضی قزوین - کرج)
- به سمت قزوین: بلوار میرزاکوچک خان (حد فاصل عوارضی قزوین تا میدان ۲۲ بهمن (دروازه رشت)) (محدوده شهری قزوین)

## نگارخانه

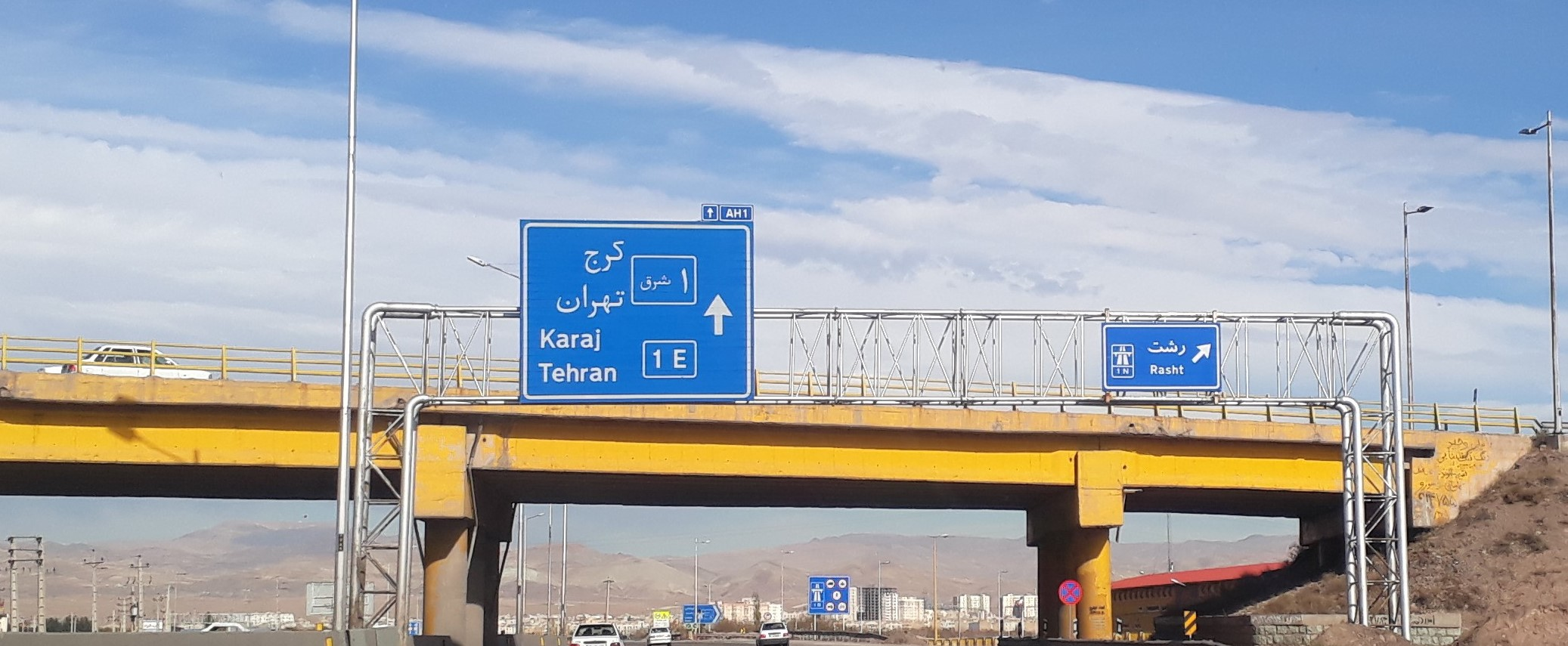
پل تقاطع آزادراه قزوین-رشت در آزادراه زنجان-قزوین
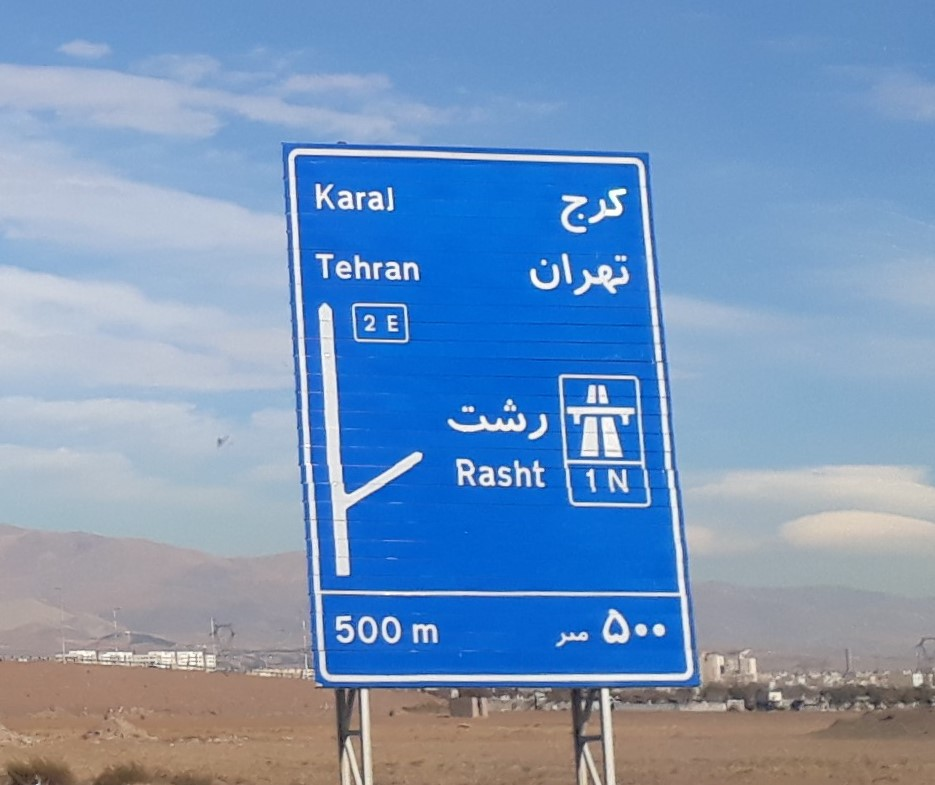
۵۰۰متر تا خروجی آزادراه ۱ در آزادراه زنجان-قزوین
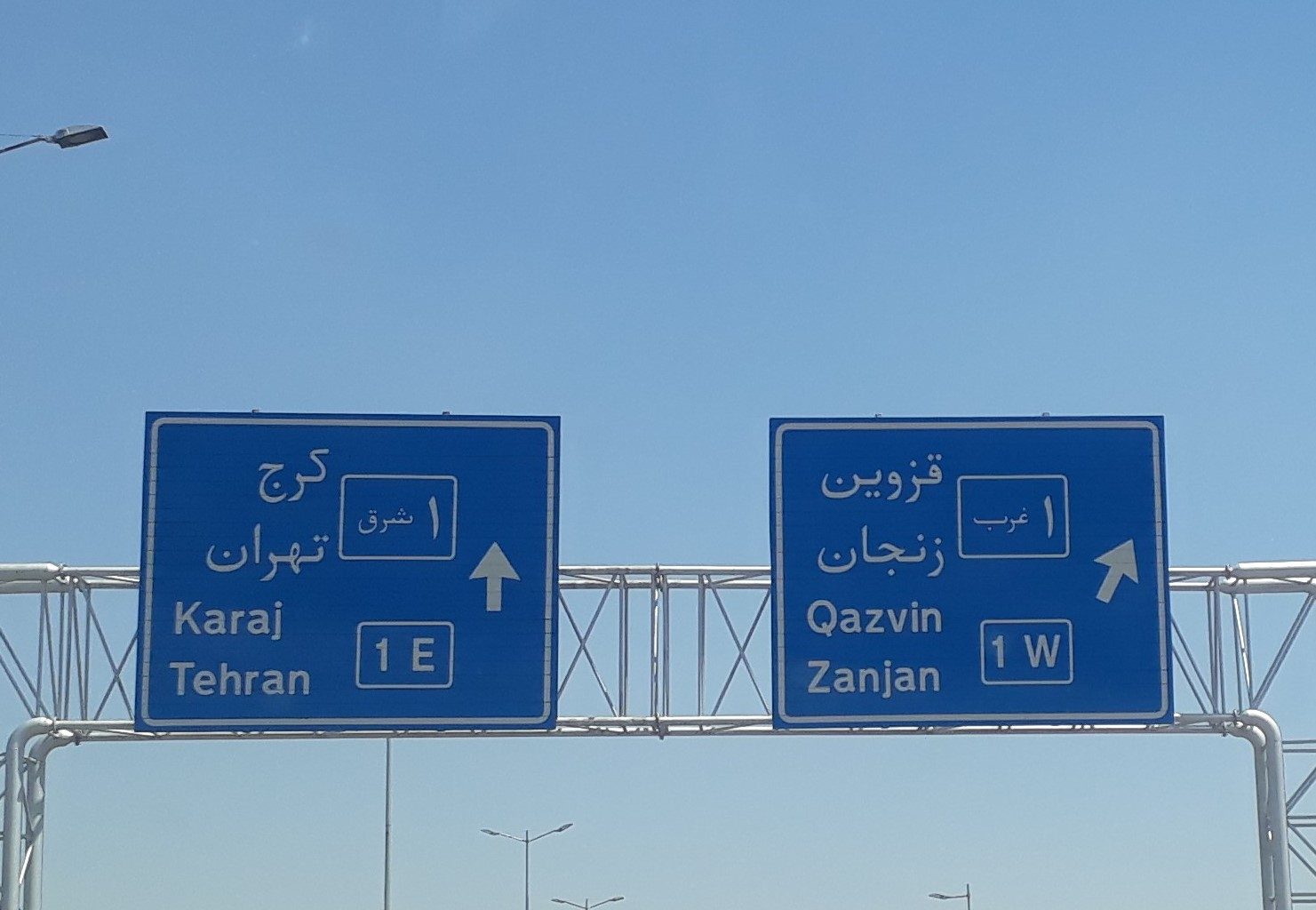
ورود به آزادراه۲ از آزادراه رشت-قزوین
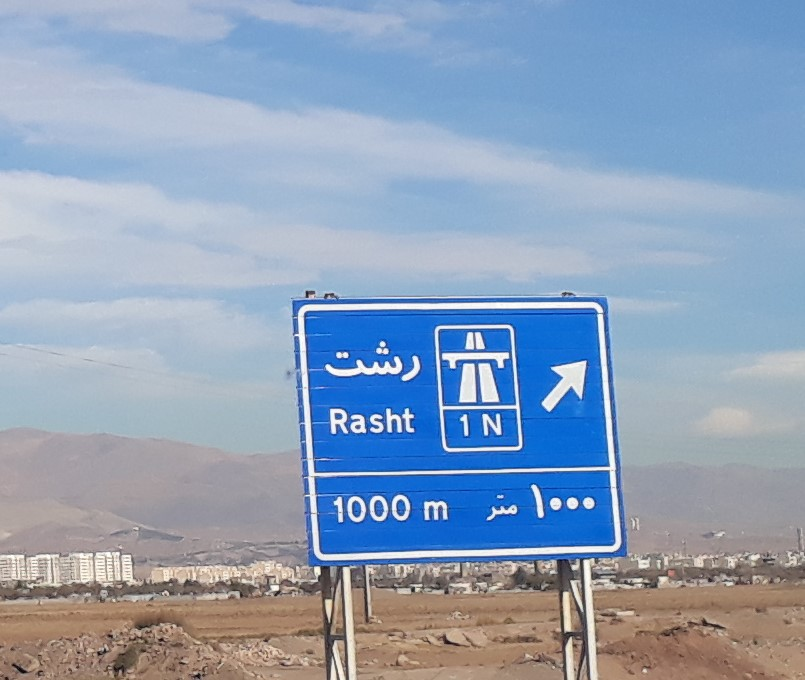
۱۰۰۰متر تا خروجی آزادراه ۱(قزوین-رشت) در آزادراه زنجان-قزوین
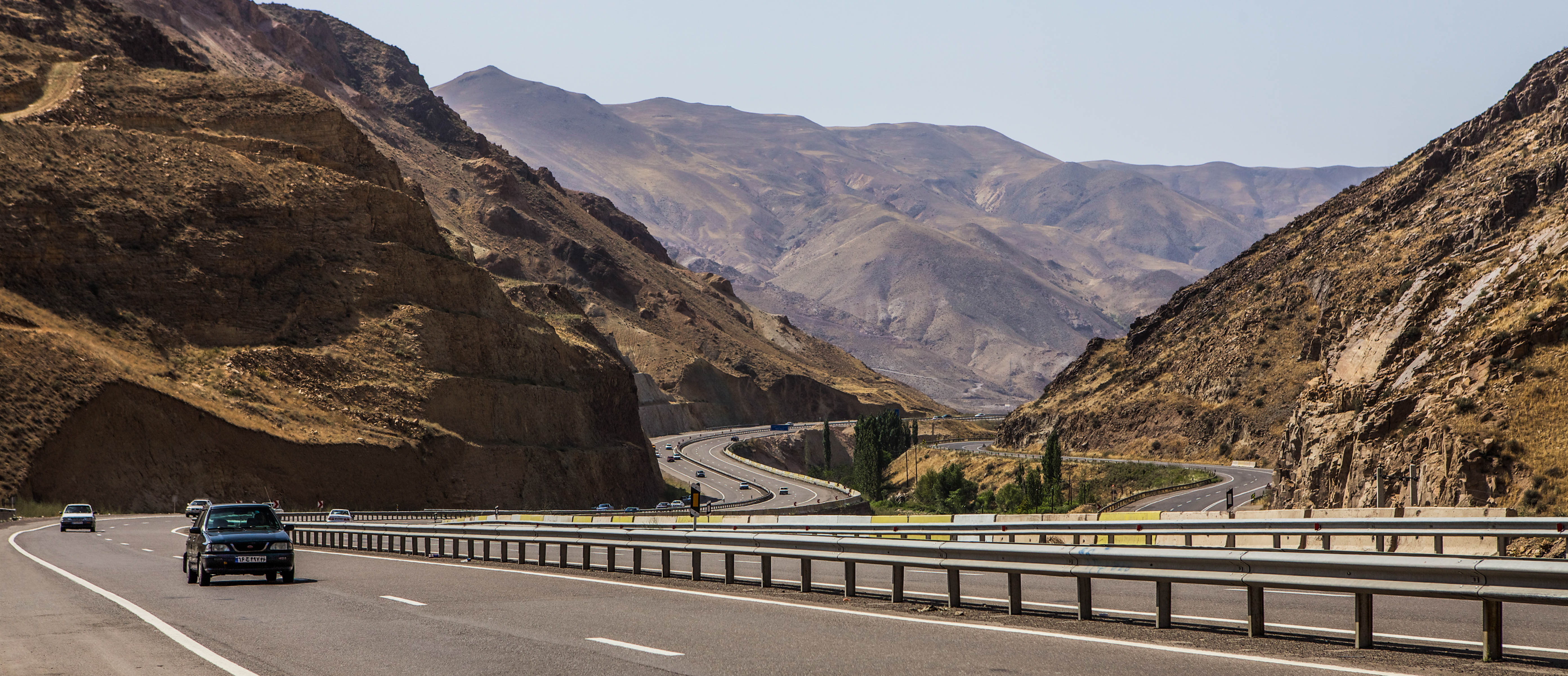
نمایی از آزادراه قزوین-رشت